# Mercedes-Benz W22
Mercedes-Benz 380 är en personbil, tillverkad av den tyska biltillverkaren Mercedes-Benz mellan 1933 och 1934.
Sportmodellerna i Mannheim-serien ersattes 1933 av 380. Den nya bilen fick, som de flesta nya Mercor vid den här tiden, individuell hjulupphängning runt om, men här var även framvagnen försedd med skruvfjädrar. Motorn var en rak åtta med stötstänger. Den fanns i flera utföranden: grundmotorn utan överladdning gav 90 hk. Denna motor kunde även förses med kompressor och gav då 120 hk. Dessutom fanns en version på 140 hk med kompressorn inkopplad.
Med en topphastighet på 140 km/h var 380:n gjord för de då nya motorvägarna, men konkurrensen med övriga tyska prestigemärken var hård och redan efter ett år ersattes modellen av den större och snabbare 500 K.

## Motor
| Modell | Motor                    | Cylindervolym | Effekt      | Bränslesystem                 |
| ------ | ------------------------ | ------------- | ----------- | ----------------------------- |
| 380    | M22: 8-cyl radmotor ohv  | 3823 cm³      | 90/(120) hk | Enkel förgasare, (kompressor) |
| 380 K  | M22K: 8-cyl radmotor ohv | 3823 cm³      | 90/140 hk   | Enkel förgasare, kompressor   |

## Tillverkning
| Modell | Antal |
| ------ | ----- |
| 380    | 154   |